# 钱斯·菲尔普斯
錢斯·羅素·菲爾普斯（英語：Chance Russell Phelps，1984年7月14日—2004年4月9日）生前為美國海軍陸戰隊第一遠征軍第一陸戰師第11團第三營L砲兵連第二排一等兵，身後追授伍長乙職。
菲尔普斯在他护送的车队遭遇重火力袭击时不幸阵亡。他的身後事迹成为了HBO自製電影《护送钱斯》的主題。

## 生平
菲尔普斯出生于怀俄明州里弗顿，幼年时全家搬到科罗拉多州克雷格，不久又遷往克里夫頓。2003年，菲尔普斯从当地的帕里萨德中学（Palisade High School）毕业。在911事件的影响下，他決定参加海军陆战队一展報國之志。从位于聖地牙哥的新兵训练营結訓后，他又前往俄克拉荷马州锡尔堡的炮兵学校受训。結訓後，菲尔普斯獲分發至海军陆战队11团3营，2004年2月，该团奉命前往伊拉克。

## 殉職原因
菲爾普斯於2004年4月9日，約下午1點30分左右，在伊拉克阿爾·拉瑪迪地區不幸殉職；剛好那天是耶穌受難日。菲爾普斯所部當時擔任引導並戒護軍方高層（有美國陸戰第一師助理指揮官約翰·F·凱利准將）的巡視車隊時，遭到強力的輕兵器敵火襲擊，敵方甚至以RPG攻擊車輛。
菲爾普斯當時已經負傷，但是不肯撤退，依舊頑強以M240機槍（一說為M2重機槍）對敵方發射，壓制敵方火力及吸引敵方砲火，替同袍與長官爭取撤退與轉進的時間與機會。最後部隊撤退時，發現菲爾普斯業已因為頭部負傷而不幸陣亡，時年19歲。

## 荣誉
菲尔普斯獲追授六條授勳帶；這對一名一等兵而言十分罕見。他于2004年4月17日安葬在怀俄明州杜波依斯。他的遗体由麥可·史楚伯中校护送回乡。事后，史楚伯中校将其经历写成了名为《护送钱斯》的文章。 钱斯的父母、继父母、妹妹、妹妹的上司——美國海軍情報處處長以及杜波伊方圆90英里内的多數退役軍人亦参加了他的葬礼。几天以后，他的所在单位在伊拉克拉马迪军营举行了纪念仪式。此后，钱斯被追授为伍長（lance corporal）。与此同时，在拉马迪军营修建的一个棒球场被命名为“菲尔普斯球场”。  2005年中旬，在俗稱為“29棕櫚”（Twentynine Palms）的美国海军陆战队空中暨地面作战中心內部的食堂被命名为“菲尔普斯飯廳”。 

### 受勳
菲爾普斯所獲得的表彰獎項羅列如下：
| V           |  |  |
|             |  |  |
| Bronze star |  |  |

| 銅星勳章（附英勇紋章） | 銅星勳章（附英勇紋章） | 銅星勳章（附英勇紋章） | 紫心勳章               | 紫心勳章       | 紫心勳章       |
| 作戰行動勳帶           | 作戰行動勳帶           | 海軍陸戰隊優良品行獎章 | 海軍陸戰隊優良品行獎章 | 國防部服役獎章 | 國防部服役獎章 |
| 伊拉克參戰獎章         | 伊拉克參戰獎章         | 反恐戰爭服役獎章       | 反恐戰爭服役獎章       | 海上服役勳帶   | 海上服役勳帶   |
|                        |                        |                        |                        |                |                |

## 媒体关注
菲尔普斯於2004年4月20日播出的《吉姆·雷尔准点新闻》中成為受到关注的中心，这期节目被命名为〈一位阵亡的子弟〉（"A Fallen Son"）。美國公共電視網在2007年4月16日播出的电视剧〈位于十字路口的美国，返乡行动〉这一纪录片性质的一集中播出部分的钱斯返乡之旅紀錄。
不久，HBO決定將史楚伯中校的散文〈护送钱斯〉改編成同名电影，于2007年秋天杀青。剧本由麦克·斯特罗伯尔中校创作，導演由《迷失東京》的監製羅斯·卡茨擔任，主角史楚伯中校則由凯文·贝肯扮演。電影于2009年2月21日首映，亦有參與2009年度的。
钱斯·菲尔普斯的事迹也被记录在了2007年出版的《自由的臉孔》（暫譯）一书中。

## 参照
- 《护送钱斯》（2009年HBO電影）

## 资料来源
1. ↑  Taking Chance （页面存档备份，存于） by LtCol Michael Strobl (ret)
2. ↑  .   [2009-05-18]. （原始内容存档于2021-04-11）.
3. ↑  .   [2009-05-18]. （原始内容存档于2020-03-01）.
4. ↑    - Phelps Field （页面存档备份，存于）
5. ↑    - Phelps Hall （页面存档备份，存于）
6. ↑  .   [2018-09-22]. （原始内容存档于2018-09-22）.
7. ↑    - A Fallen Son （页面存档备份，存于）
8. ↑  Operation Homecoming: Taking Chance[]
9. ↑  Seelye, Katherine Q. . Week in Review (New York Times). February 14, 2009  [2009-02-17]. （原始内容存档于2019-10-12） （英语）.
10. ↑  Shales, Tom. . TV Preview (Washington Post). February 21, 2009  [2009-02-23]. （原始内容存档于2011-07-16） （英语）.
11. ↑  . Sundance Institute. January 2009  [2009-02-17]. （原始内容存档于2009-02-10） （英语）.
12. ↑   Faces of Freedom 的存檔，存档日期2009-02-25.